# 29e session du Comité du patrimoine mondial
La 29e session du Comité du patrimoine mondial a eu lieu du 10 juillet 2005 au 17 juillet 2005 à Durban, en Afrique du Sud.

## Nouveaux biens
Nouveaux biens déclarés lors de cette 29e session :
- Ville musée d'Gjirokastër,  Albanie
- Site archéologique de Qal'at al-Bahreïn,  Bahreïn
- Ensemble architectural, résidentiel et culturel de la famille Radziwill à Nesvizh (d), Nesvizh ( Biélorussie)
- Arc géodésique de Struve ( Biélorussie,  Estonie,  Finlande,  Lettonie,  Lituanie,  Norvège,  Moldavie,  Russie,  Suède,  Ukraine)
- Complexe Maison-Ateliers-Musée Plantin-Moretus,  Belgique
- Quartier du Vieux pont de la vieille ville de Mostar,  Bosnie-Herzégovine
- Usines de salpêtre de Humberstone et de Santa Laura,  Chili
- Centre historique de Macao,  Chine
- Centre historique urbain de Cienfuegos,  Cuba
- Le Havre, la ville reconstruite par Auguste Perret,  France
- Soltaniyeh,  Iran
- Tels bibliques – Megiddo, Hazor, Beer-Sheba (de), Modèle:Istraël
- Route de l’encens – Villes du désert du Néguev,  Israël
- Syracuse et la nécropole rocheuse de Pantalica (de),  Italie
- Forêt sacrée d’Osun-Oshogbo (d),  Nigeria
- Centre historique de la ville d'Iaroslavl,  Russie
- Kounia-Ourguentch,  Turkménistan

## Extensions
Extensions déclarées lors de cette 29e session :
- Sites des hominidés fossiles d'Afrique du Sud,  Afrique du Sud
- Frontières de l’Empire romain ( Allemagne et  Royaume-Uni)
- Beffrois de Belgique et de France ( Belgique et  France)
- Œuvres d'Antoni Gaudí (es),  Espagne